# WTA Tour 2022

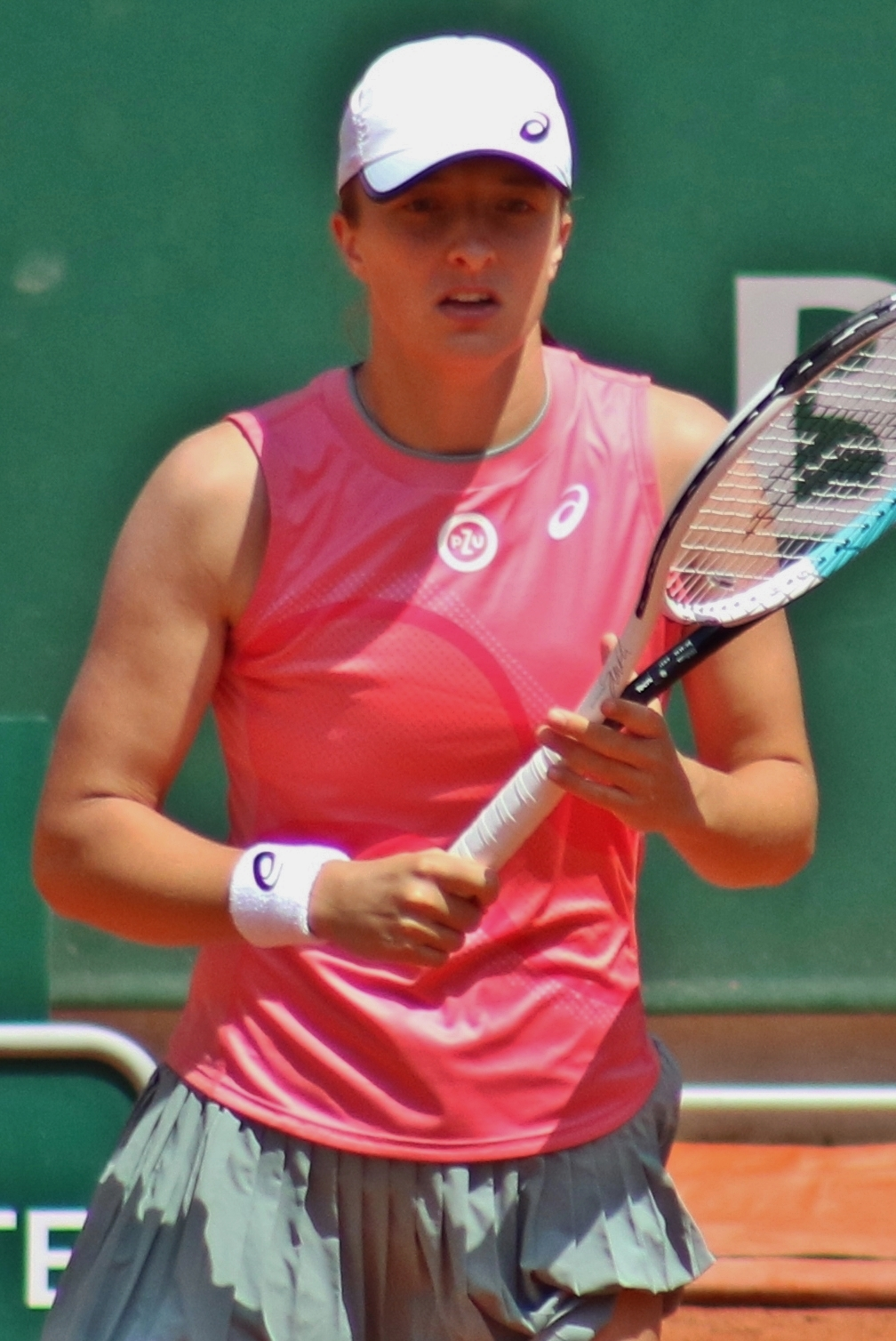
Iga Świątek – zawodniczka numer 1 w końcowej klasyfikacji

WTA Tour 2022 – sezon profesjonalnych żeńskich turniejów tenisowych organizowanych przez Women’s Tennis Association w 2022 roku. WTA Tour 2022 obejmował turnieje wielkoszlemowe (organizowane przez Międzynarodową Federację Tenisową), turnieje rangi WTA 1000, WTA 500, WTA 250, drużynowe zawody Pucharu Billie Jean King (organizowane przez ITF), kończące sezon zawody WTA Finals i WTA Elite Trophy. Była to 52. edycja rozgrywek.
Na początku grudnia 2021 roku Steve Simon, dyrektor generalny WTA, ogłosił, że wszystkie turnieje mające się odbyć w Chinach i Hongkongu zostały zawieszone od 2022 roku. Powodem tej decyzji był brak wiarygodnych działań ze strony chińskiego rządu w sprawie oskarżeń o molestowanie seksualne wysuniętych przez Peng Shuai wobec byłego wicepremiera Chin, Zhanga Gaoliego.
W związku z inwazją Rosji na Ukrainę odwołano turnieje, które miały być rozegrane w Rosji i na Białorusi, federacje tenisowe z Rosji i Białorusi zostały zawieszone i wycofane ze wszystkich międzynarodowych rozgrywek drużynowych, a zawodniczki i zawodnicy z Rosji i Białorusi nie mogli startować pod flagą i nazwą swojego państwa.

## Kalendarz turniejów
| Wielki Szlem              |
| WTA Championships         |
| WTA 1000 (obowiązkowe)    |
| WTA 1000 (nieobowiązkowe) |
| WTA 500                   |
| WTA 250                   |
| zawody drużynowe          |

### Styczeń
| Tydzień | Data        | Turniej                                          | Zwyciężczynie                         | Wynik             | Finalistki                            | Półfinalistki                   | Ćwierćfinalistki                                                      |
| ------- | ----------- | ------------------------------------------------ | ------------------------------------- | ----------------- | ------------------------------------- | ------------------------------- | --------------------------------------------------------------------- |
| 1.      | 3 stycznia  | Adelaide International 1 Adelaide WTA 500 Twarda | Ashleigh Barty                        | 6:3, 6:2          | Jelena Rybakina                       | Misaki Doi Iga Świątek          | Wiktoryja Azaranka Kaja Juvan Sofia Kenin Shelby Rogers               |
| 1.      | 3 stycznia  | Adelaide International 1 Adelaide WTA 500 Twarda | Ashleigh Barty Storm Sanders          | 6:1, 6:4          | Darija Jurak Schreiber Andreja Klepač | Misaki Doi Iga Świątek          | Wiktoryja Azaranka Kaja Juvan Sofia Kenin Shelby Rogers               |
| 1.      | 4 stycznia  | Melbourne Summer Set 1 Melbourne WTA 250 Twarda  | Simona Halep                          | 6:2, 6:3          | Wieronika Kudiermietowa               | Naomi Ōsaka Zheng Qinwen        | Viktorija Golubic Ana Konjuh Andrea Petković Anastasija Potapowa      |
| 1.      | 4 stycznia  | Melbourne Summer Set 1 Melbourne WTA 250 Twarda  | Asia Muhammad Jessica Pegula          | 6:3, 6:1          | Sara Errani Jasmine Paolini           | Naomi Ōsaka Zheng Qinwen        | Viktorija Golubic Ana Konjuh Andrea Petković Anastasija Potapowa      |
| 1.      | 4 stycznia  | Melbourne Summer Set 2 Melbourne WTA 250 Twarda  | Amanda Anisimova                      | 7:5, 1:6, 6:4     | Alaksandra Sasnowicz                  | Darja Kasatkina Ann Li          | Irina-Camelia Begu Nuria Párrizas Díaz Kamilla Rachimowa Clara Tauson |
| 1.      | 4 stycznia  | Melbourne Summer Set 2 Melbourne WTA 250 Twarda  | Bernarda Pera Kateřina Siniaková      | 6:2, 6:7(7), 10–5 | Tereza Martincová Majar Szarif        | Darja Kasatkina Ann Li          | Irina-Camelia Begu Nuria Párrizas Díaz Kamilla Rachimowa Clara Tauson |
| 2.      | 10 stycznia | Sydney Tennis Classic Sydney WTA 500 Twarda      | Paula Badosa                          | 6:3, 4:6, 7:6(4)  | Barbora Krejčíková                    | Darja Kasatkina Anett Kontaveit | Belinda Bencic Uns Dżabir Caroline Garcia Garbiñe Muguruza            |
| 2.      | 10 stycznia | Sydney Tennis Classic Sydney WTA 500 Twarda      | Anna Danilina Beatriz Haddad Maia     | 4:6, 7:5, 10–8    | Vivian Heisen Panna Udvardy           | Darja Kasatkina Anett Kontaveit | Belinda Bencic Uns Dżabir Caroline Garcia Garbiñe Muguruza            |
| 2.      | 10 stycznia | Adelaide International 2 Adelaide WTA 250 Twarda | Madison Keys                          | 6:1, 6:2          | Alison Riske                          | Coco Gauff Tamara Zidanšek      | Madison Brengle Lauren Davis Ana Konjuh Ludmiła Samsonowa             |
| 2.      | 10 stycznia | Adelaide International 2 Adelaide WTA 250 Twarda | Eri Hozumi Makoto Ninomiya            | 1:6, 7:6(4), 10–7 | Tereza Martincová Markéta Vondroušová | Coco Gauff Tamara Zidanšek      | Madison Brengle Lauren Davis Ana Konjuh Ludmiła Samsonowa             |
| 3.–4.   | 17 stycznia | Australian Open Melbourne Wielki Szlem Twarda    | Ashleigh Barty                        | 6:3, 7:6(2)       | Danielle Collins                      | Madison Keys Iga Świątek        | Alizé Cornet Kaia Kanepi Barbora Krejčíková Jessica Pegula            |
| 3.–4.   | 17 stycznia | Australian Open Melbourne Wielki Szlem Twarda    | Barbora Krejčíková Kateřina Siniaková | 6:7(3), 6:4, 6:4  | Anna Danilina Beatriz Haddad Maia     | Madison Keys Iga Świątek        | Alizé Cornet Kaia Kanepi Barbora Krejčíková Jessica Pegula            |
| 3.–4.   | 17 stycznia | Australian Open Melbourne Wielki Szlem Twarda    | Kristina Mladenovic Ivan Dodig        | 6:3, 6:4          | Jaimee Fourlis Jason Kubler           | Madison Keys Iga Świątek        | Alizé Cornet Kaia Kanepi Barbora Krejčíková Jessica Pegula            |

### Luty
| Tydzień | Data      | Turniej                                                       | Zwyciężczynie                         | Wynik               | Finalistki                            | Półfinalistki                           | Ćwierćfinalistki                                                          |
| ------- | --------- | ------------------------------------------------------------- | ------------------------------------- | ------------------- | ------------------------------------- | --------------------------------------- | ------------------------------------------------------------------------- |
| 6.      | 7 lutego  | St. Petersburg Ladies Trophy Petersburg WTA 500 Twarda (hala) | Anett Kontaveit                       | 5:7, 7:6(4), 7:5    | Maria Sakari                          | Irina-Camelia Begu Jeļena Ostapenko     | Belinda Bencic Tereza Martincová Elise Mertens Alaksandra Sasnowicz       |
| 6.      | 7 lutego  | St. Petersburg Ladies Trophy Petersburg WTA 500 Twarda (hala) | Anna Kalinska Catherine McNally       | 6:3, 6:7(5), 10–4   | Alicja Rosolska Erin Routliffe        | Irina-Camelia Begu Jeļena Ostapenko     | Belinda Bencic Tereza Martincová Elise Mertens Alaksandra Sasnowicz       |
| 7.      | 14 lutego | Dubai Tennis Championships Dubaj WTA 500 Twarda               | Jeļena Ostapenko                      | 6:0, 6:4            | Wieronika Kudiermietowa               | Simona Halep Markéta Vondroušová        | Uns Dżabir Dajana Jastremśka Petra Kvitová Jil Teichmann                  |
| 7.      | 14 lutego | Dubai Tennis Championships Dubaj WTA 500 Twarda               | Wieronika Kudiermietowa Elise Mertens | 6:1, 6:3            | Ludmyła Kiczenok Jeļena Ostapenko     | Simona Halep Markéta Vondroušová        | Uns Dżabir Dajana Jastremśka Petra Kvitová Jil Teichmann                  |
| 8.      | 20 lutego | Qatar Ladies Open Doha WTA 1000 Twarda                        | Iga Świątek                           | 6:2, 6:0            | Anett Kontaveit                       | Jeļena Ostapenko Maria Sakari           | Uns Dżabir Coco Gauff Garbiñe Muguruza Aryna Sabalenka                    |
| 8.      | 20 lutego | Qatar Ladies Open Doha WTA 1000 Twarda                        | Coco Gauff Jessica Pegula             | 3:6, 7:5, 10–5      | Wieronika Kudiermietowa Elise Mertens | Jeļena Ostapenko Maria Sakari           | Uns Dżabir Coco Gauff Garbiñe Muguruza Aryna Sabalenka                    |
| 8.      | 21 lutego | Abierto Zapopan Guadalajara WTA 250 Twarda                    | Sloane Stephens                       | 7:5, 1:6, 6:2       | Marie Bouzková                        | Anna Kalinska Wang Qiang                | Camila Osorio Daria Saville Anna Karolína Schmiedlová Sara Sorribes Tormo |
| 8.      | 21 lutego | Abierto Zapopan Guadalajara WTA 250 Twarda                    | Kaitlyn Christian Lidzija Marozawa    | 7:5, 6:3            | Wang Xinyu Zhu Lin                    | Anna Kalinska Wang Qiang                | Camila Osorio Daria Saville Anna Karolína Schmiedlová Sara Sorribes Tormo |
| 9.      | 28 lutego | Monterrey Open Monterrey WTA 250 Twarda                       | Leylah Fernandez                      | 6:7(5), 6:4, 7:6(3) | Camila Osorio                         | Beatriz Haddad Maia Nuria Párrizas Díaz | Marie Bouzková Sara Sorribes Tormo Elina Switolina Wang Qiang             |
| 9.      | 28 lutego | Monterrey Open Monterrey WTA 250 Twarda                       | Catherine Harrison Sabrina Santamaria | 1:6, 7:5, 10–6      | Han Xinyun Jana Sizikowa              | Beatriz Haddad Maia Nuria Párrizas Díaz | Marie Bouzková Sara Sorribes Tormo Elina Switolina Wang Qiang             |
| 9.      | 28 lutego | Lyon Open Lyon WTA 250 Twarda (hala)                          | Zhang Shuai                           | 3:6, 6:3, 6:4       | Dajana Jastremśka                     | Sorana Cîrstea Caroline Garcia          | Anna Bondár Witalija Djaczenko Jasmine Paolini Alison Van Uytvanck        |
| 9.      | 28 lutego | Lyon Open Lyon WTA 250 Twarda (hala)                          | Laura Siegemund Wiera Zwonariowa      | 7:5, 6:1            | Alicia Barnett Olivia Nicholls        | Sorana Cîrstea Caroline Garcia          | Anna Bondár Witalija Djaczenko Jasmine Paolini Alison Van Uytvanck        |

### Marzec
| Tydzień | Data     | Turniej                                           | Zwyciężczynie                    | Wynik       | Finalistki                            | Półfinalistki                 | Ćwierćfinalistki                                                  |
| ------- | -------- | ------------------------------------------------- | -------------------------------- | ----------- | ------------------------------------- | ----------------------------- | ----------------------------------------------------------------- |
| 10.–11. | 9 marca  | Indian Wells Masters Indian Wells WTA 1000 Twarda | Iga Świątek                      | 6:4, 6:1    | Maria Sakari                          | Paula Badosa Simona Halep     | Madison Keys Wieronika Kudiermietowa Petra Martić Jelena Rybakina |
| 10.–11. | 9 marca  | Indian Wells Masters Indian Wells WTA 1000 Twarda | Xu Yifan Yang Zhaoxuan           | 7:5, 7:6(4) | Asia Muhammad Ena Shibahara           | Paula Badosa Simona Halep     | Madison Keys Wieronika Kudiermietowa Petra Martić Jelena Rybakina |
| 12.–13. | 22 marca | Miami Open Miami WTA 1000 Twarda                  | Iga Świątek                      | 6:4, 6:0    | Naomi Ōsaka                           | Belinda Bencic Jessica Pegula | Paula Badosa Danielle Collins Petra Kvitová Daria Saville         |
| 12.–13. | 22 marca | Miami Open Miami WTA 1000 Twarda                  | Laura Siegemund Wiera Zwonariowa | 7:6(3), 7:5 | Wieronika Kudiermietowa Elise Mertens | Belinda Bencic Jessica Pegula | Paula Badosa Danielle Collins Petra Kvitová Daria Saville         |

### Kwiecień
| Tydzień | Data        | Turniej                                                    | Zwyciężczynie | Wynik | Finalistki | Półfinalistki                             | Ćwierćfinalistki                                                    |
| ------- | ----------- | ---------------------------------------------------------- | --- | --- | --- | ----------------------------------------- | ------------------------------------------------------------------- |
| 14.     | 4 kwietnia  | Charleston Open Charleston WTA 500 Ceglana                 | Belinda Bencic | 6:1, 5:7, 6:4 | Uns Dżabir | Jekatierina Aleksandrowa Amanda Anisimova | Paula Badosa Anhelina Kalinina Magda Linette Coco Vandeweghe        |
| 14.     | 4 kwietnia  | Charleston Open Charleston WTA 500 Ceglana                 | Andreja Klepač Magda Linette | 6:2, 4:6, 10–7 | Lucie Hradecká Sania Mirza | Jekatierina Aleksandrowa Amanda Anisimova | Paula Badosa Anhelina Kalinina Magda Linette Coco Vandeweghe        |
| 14.     | 4 kwietnia  | Copa Colsanitas Bogota WTA 250 Ceglana                     | Tatjana Maria | 6:3, 4:6, 6:2 | Laura Pigossi | Camila Osorio Kamilla Rachimowa           | Elina Awanesian Irina Bara Mirjam Björklund Dajana Jastremśka       |
| 14.     | 4 kwietnia  | Copa Colsanitas Bogota WTA 250 Ceglana                     | Astra Sharma Aldila Sutjiadi | 4:6, 6:4, 11–9 | Emina Bektas Tara Moore | Camila Osorio Kamilla Rachimowa           | Elina Awanesian Irina Bara Mirjam Björklund Dajana Jastremśka       |
| 15.     | 11 kwietnia | Runda kwalifikacyjna Pucharu Billie Jean King              | Wyniki rundy kwalifikacyjnej o awans do turnieju finałowego · Polska – Rumunia 4–0 · Włochy – Francja 3–1 · Stany Zjednoczone – Ukraina 3–2 · Czechy – Wielka Brytania 3–2 · Kazachstan – Niemcy 3–1 · Kanada – Łotwa 4–0 · Holandia – Hiszpania 0–4 | Wyniki rundy kwalifikacyjnej o awans do turnieju finałowego · Polska – Rumunia 4–0 · Włochy – Francja 3–1 · Stany Zjednoczone – Ukraina 3–2 · Czechy – Wielka Brytania 3–2 · Kazachstan – Niemcy 3–1 · Kanada – Łotwa 4–0 · Holandia – Hiszpania 0–4 | Wyniki rundy kwalifikacyjnej o awans do turnieju finałowego · Polska – Rumunia 4–0 · Włochy – Francja 3–1 · Stany Zjednoczone – Ukraina 3–2 · Czechy – Wielka Brytania 3–2 · Kazachstan – Niemcy 3–1 · Kanada – Łotwa 4–0 · Holandia – Hiszpania 0–4 |                                           |                                                                     |
| 16.     | 18 kwietnia | Porsche Tennis Grand Prix Stuttgart WTA 500 Ceglana (hala) | Iga Świątek | 6:2, 6:2 | Aryna Sabalenka | Paula Badosa Ludmiła Samsonowa            | Uns Dżabir Anett Kontaveit Emma Raducanu Laura Siegemund            |
| 16.     | 18 kwietnia | Porsche Tennis Grand Prix Stuttgart WTA 500 Ceglana (hala) | Desirae Krawczyk Demi Schuurs | 6:3, 6:4 | Coco Gauff Zhang Shuai | Paula Badosa Ludmiła Samsonowa            | Uns Dżabir Anett Kontaveit Emma Raducanu Laura Siegemund            |
| 16.     | 19 kwietnia | Istanbul Cup Stambuł WTA 250 Ceglana                       | Anastasija Potapowa | 6:3, 6:1 | Wieronika Kudiermietowa | Sorana Cîrstea Julija Putincewa           | Anna Bondár Julia Grabher Sara Sorribes Tormo Ajla Tomljanović      |
| 16.     | 19 kwietnia | Istanbul Cup Stambuł WTA 250 Ceglana                       | Marie Bouzková Sara Sorribes Tormo | 6:3, 6:4 | Nateła Dzałamidze Kamilla Rachimowa | Sorana Cîrstea Julija Putincewa           | Anna Bondár Julia Grabher Sara Sorribes Tormo Ajla Tomljanović      |
| 17.–18. | 28 kwietnia | Madrid Open Madryt WTA 1000 Ceglana                        | Uns Dżabir | 7:5, 0:6, 6:2 | Jessica Pegula | Jekatierina Aleksandrowa Jil Teichmann    | Amanda Anisimova Simona Halep Anhelina Kalinina Sara Sorribes Tormo |
| 17.–18. | 28 kwietnia | Madrid Open Madryt WTA 1000 Ceglana                        | Gabriela Dabrowski Giuliana Olmos | 7:6(1), 5:7, 10–7 | Desirae Krawczyk Demi Schuurs | Jekatierina Aleksandrowa Jil Teichmann    | Amanda Anisimova Simona Halep Anhelina Kalinina Sara Sorribes Tormo |

### Maj
| Tydzień | Data    | Turniej                                                | Zwyciężczynie                                    | Wynik                  | Finalistki                         | Półfinalistki                    | Ćwierćfinalistki                                                        |
| ------- | ------- | ------------------------------------------------------ | ------------------------------------------------ | ---------------------- | ---------------------------------- | -------------------------------- | ----------------------------------------------------------------------- |
| 19.     | 9 maja  | Internazionali d’Italia Rzym WTA 1000 Ceglana          | Iga Świątek                                      | 6:2, 6:2               | Uns Dżabir                         | Darja Kasatkina Aryna Sabalenka  | Bianca Andreescu Amanda Anisimova Maria Sakari Jil Teichmann            |
| 19.     | 9 maja  | Internazionali d’Italia Rzym WTA 1000 Ceglana          | Wieronika Kudiermietowa Anastasija Pawluczenkowa | 1:6, 6:4, 10–7         | Gabriela Dabrowski Giuliana Olmos  | Darja Kasatkina Aryna Sabalenka  | Bianca Andreescu Amanda Anisimova Maria Sakari Jil Teichmann            |
| 20.     | 15 maja | Internationaux de Strasbourg Strasburg WTA 250 Ceglana | Angelique Kerber                                 | 7:6(5), 6:7(0), 7:6(5) | Kaja Juvan                         | Océane Dodin Karolína Plíšková   | Viktorija Golubic Magda Linette Elise Mertens Maryna Zanewśka           |
| 20.     | 15 maja | Internationaux de Strasbourg Strasburg WTA 250 Ceglana | Nicole Melichar-Martinez Daria Saville           | 5:7, 7:5, 10–6         | Lucie Hradecká Sania Mirza         | Océane Dodin Karolína Plíšková   | Viktorija Golubic Magda Linette Elise Mertens Maryna Zanewśka           |
| 20.     | 15 maja | Morocco Open Rabat WTA 250 Ceglana                     | Martina Trevisan                                 | 6:2, 6:1               | Claire Liu                         | Anna Bondár Lucia Bronzetti      | Nuria Párrizas Díaz Arantxa Rus Astra Sharma Ajla Tomljanović           |
| 20.     | 15 maja | Morocco Open Rabat WTA 250 Ceglana                     | Eri Hozumi Makoto Ninomiya                       | 6:7(7), 6:3, 10–8      | Monica Niculescu Aleksandra Panowa | Anna Bondár Lucia Bronzetti      | Nuria Párrizas Díaz Arantxa Rus Astra Sharma Ajla Tomljanović           |
| 21.–22. | 22 maja | French Open Paryż Wielki Szlem Ceglana                 | Iga Świątek                                      | 6:1, 6:3               | Coco Gauff                         | Darja Kasatkina Martina Trevisan | Leylah Fernandez Wieronika Kudiermietowa Jessica Pegula Sloane Stephens |
| 21.–22. | 22 maja | French Open Paryż Wielki Szlem Ceglana                 | Caroline Garcia Kristina Mladenovic              | 2:6, 6:3, 6:2          | Coco Gauff Jessica Pegula          | Darja Kasatkina Martina Trevisan | Leylah Fernandez Wieronika Kudiermietowa Jessica Pegula Sloane Stephens |
| 21.–22. | 22 maja | French Open Paryż Wielki Szlem Ceglana                 | Ena Shibahara Wesley Koolhof                     | 7:6(5), 6:2            | Ulrikke Eikeri Joran Vliegen       | Darja Kasatkina Martina Trevisan | Leylah Fernandez Wieronika Kudiermietowa Jessica Pegula Sloane Stephens |

### Czerwiec
| Tydzień | Data       | Turniej                                                     | Zwyciężczynie                         | Wynik             | Finalistki                            | Półfinalistki                         | Ćwierćfinalistki                                                               |
| ------- | ---------- | ----------------------------------------------------------- | ------------------------------------- | ----------------- | ------------------------------------- | ------------------------------------- | ------------------------------------------------------------------------------ |
| 23.     | 6 czerwca  | Rosmalen Open ’s-Hertogenbosch WTA 250 Trawiasta            | Jekatierina Aleksandrowa              | 7:5, 6:0          | Aryna Sabalenka                       | Wieronika Kudiermietowa Shelby Rogers | Belinda Bencic Kirsten Flipkens Catherine McNally Alison Van Uytvanck          |
| 23.     | 6 czerwca  | Rosmalen Open ’s-Hertogenbosch WTA 250 Trawiasta            | Ellen Perez Tamara Zidanšek           | 6:3, 5:7, 12–10   | Wieronika Kudiermietowa Elise Mertens | Wieronika Kudiermietowa Shelby Rogers | Belinda Bencic Kirsten Flipkens Catherine McNally Alison Van Uytvanck          |
| 23.     | 6 czerwca  | Nottingham Open Nottingham WTA 250 Trawiasta                | Beatriz Haddad Maia                   | 6:4, 1:6, 6:3     | Alison Riske                          | Viktorija Golubic Tereza Martincová   | Harriet Dart Maria Sakari Ajla Tomljanović Zhang Shuai                         |
| 23.     | 6 czerwca  | Nottingham Open Nottingham WTA 250 Trawiasta                | Beatriz Haddad Maia Zhang Shuai       | 7:6(2), 6:3       | Caroline Dolehide Monica Niculescu    | Viktorija Golubic Tereza Martincová   | Harriet Dart Maria Sakari Ajla Tomljanović Zhang Shuai                         |
| 24.     | 13 czerwca | German Open Berlin WTA 500 Trawiasta                        | Uns Dżabir                            | 6:3, 2:1 krecz    | Belinda Bencic                        | Coco Gauff Maria Sakari               | Darja Kasatkina Wieronika Kudiermietowa Karolína Plíšková Alaksandra Sasnowicz |
| 24.     | 13 czerwca | German Open Berlin WTA 500 Trawiasta                        | Storm Sanders Kateřina Siniaková      | 6:4, 6:3          | Alizé Cornet Jil Teichmann            | Coco Gauff Maria Sakari               | Darja Kasatkina Wieronika Kudiermietowa Karolína Plíšková Alaksandra Sasnowicz |
| 24.     | 13 czerwca | Birmingham Classic Birmingham WTA 250 Trawiasta             | Beatriz Haddad Maia                   | 5:4 krecz         | Zhang Shuai                           | Sorana Cîrstea Simona Halep           | Katie Boulter Camila Giorgi Dajana Jastremśka Donna Vekić                      |
| 24.     | 13 czerwca | Birmingham Classic Birmingham WTA 250 Trawiasta             | Ludmyła Kiczenok Jeļena Ostapenko     | walkower          | Elise Mertens Zhang Shuai             | Sorana Cîrstea Simona Halep           | Katie Boulter Camila Giorgi Dajana Jastremśka Donna Vekić                      |
| 25.     | 19 czerwca | Eastbourne International Eastbourne WTA 500 Trawiasta       | Petra Kvitová                         | 6:3, 6:2          | Jeļena Ostapenko                      | Camila Giorgi Beatriz Haddad Maia     | Łesia Curenko Harriet Dart Anhelina Kalinina Wiktorija Tomowa                  |
| 25.     | 19 czerwca | Eastbourne International Eastbourne WTA 500 Trawiasta       | Aleksandra Krunić Magda Linette       | walkower          | Ludmyła Kiczenok Jeļena Ostapenko     | Camila Giorgi Beatriz Haddad Maia     | Łesia Curenko Harriet Dart Anhelina Kalinina Wiktorija Tomowa                  |
| 25.     | 19 czerwca | Bad Homburg Open Bad Homburg vor der Höhe WTA 250 Trawiasta | Caroline Garcia                       | 6:7(5), 6:4, 6:4  | Bianca Andreescu                      | Alizé Cornet Simona Halep             | Amanda Anisimova Darja Kasatkina Angelique Kerber Sabine Lisicki               |
| 25.     | 19 czerwca | Bad Homburg Open Bad Homburg vor der Höhe WTA 250 Trawiasta | Eri Hozumi Makoto Ninomiya            | 6:4, 6:7(5), 10–5 | Alicja Rosolska Erin Routliffe        | Alizé Cornet Simona Halep             | Amanda Anisimova Darja Kasatkina Angelique Kerber Sabine Lisicki               |
| 26.–27. | 27 czerwca | Wimbledon Londyn Wielki Szlem Trawiasta                     | Jelena Rybakina                       | 3:6, 6:2, 6:2     | Uns Dżabir                            | Simona Halep Tatjana Maria            | Amanda Anisimova Marie Bouzková Jule Niemeier Ajla Tomljanović                 |
| 26.–27. | 27 czerwca | Wimbledon Londyn Wielki Szlem Trawiasta                     | Barbora Krejčíková Kateřina Siniaková | 6:2, 6:4          | Elise Mertens Zhang Shuai             | Simona Halep Tatjana Maria            | Amanda Anisimova Marie Bouzková Jule Niemeier Ajla Tomljanović                 |
| 26.–27. | 27 czerwca | Wimbledon Londyn Wielki Szlem Trawiasta                     | Desirae Krawczyk Neal Skupski         | 6:4, 6:3          | Samantha Stosur Matthew Ebden         | Simona Halep Tatjana Maria            | Amanda Anisimova Marie Bouzková Jule Niemeier Ajla Tomljanović                 |

### Lipiec
| Tydzień | Data     | Turniej                                        | Zwyciężczynie                          | Wynik          | Finalistki                              | Półfinalistki                       | Ćwierćfinalistki                                                           |
| ------- | -------- | ---------------------------------------------- | -------------------------------------- | -------------- | --------------------------------------- | ----------------------------------- | -------------------------------------------------------------------------- |
| 28.     | 11 lipca | Hungarian Grand Prix Budapeszt WTA 250 Ceglana | Bernarda Pera                          | 6:3, 6:3       | Aleksandra Krunić                       | Anna Bondár Julija Putincewa        | Elisabetta Cocciaretto Łesia Curenko Martina Trevisan Wang Xiyu            |
| 28.     | 11 lipca | Hungarian Grand Prix Budapeszt WTA 250 Ceglana | Ekaterine Gorgodze Oksana Kalasznikowa | 1:6, 6:4, 10–6 | Katarzyna Piter Kimberley Zimmermann    | Anna Bondár Julija Putincewa        | Elisabetta Cocciaretto Łesia Curenko Martina Trevisan Wang Xiyu            |
| 28.     | 11 lipca | Ladies Open Lausanne Lozanna WTA 250 Ceglana   | Petra Martić                           | 6:4, 6:2       | Olga Danilović                          | Caroline Garcia Anastasija Potapowa | Belinda Bencic Jule Niemeier Sara Sorribes Tormo Simona Waltert            |
| 28.     | 11 lipca | Ladies Open Lausanne Lozanna WTA 250 Ceglana   | Olga Danilović Kristina Mladenovic     | walkower       | Ulrikke Eikeri Tamara Zidanšek          | Caroline Garcia Anastasija Potapowa | Belinda Bencic Jule Niemeier Sara Sorribes Tormo Simona Waltert            |
| 29.     | 17 lipca | Hamburg European Open Hamburg WTA 250 Ceglana  | Bernarda Pera                          | 6:2, 6:4       | Anett Kontaveit                         | Anastasija Potapowa Maryna Zanewśka | Barbora Krejčíková Andrea Petković Alaksandra Sasnowicz Kateřina Siniaková |
| 29.     | 17 lipca | Hamburg European Open Hamburg WTA 250 Ceglana  | Sophie Chang Angela Kulikov            | 6:3, 4:6, 10–6 | Miyu Katō Aldila Sutjiadi               | Anastasija Potapowa Maryna Zanewśka | Barbora Krejčíková Andrea Petković Alaksandra Sasnowicz Kateřina Siniaková |
| 29.     | 18 lipca | Palermo Open Palermo WTA 250 Ceglana           | Irina-Camelia Begu                     | 6:2, 6:2       | Lucia Bronzetti                         | Jasmine Paolini Sara Sorribes Tormo | Anna Bondár Caroline Garcia Diane Parry Nuria Párrizas Díaz                |
| 29.     | 18 lipca | Palermo Open Palermo WTA 250 Ceglana           | Anna Bondár Kimberley Zimmermann       | 6:3, 6:2       | Amina Anszba Panna Udvardy              | Jasmine Paolini Sara Sorribes Tormo | Anna Bondár Caroline Garcia Diane Parry Nuria Párrizas Díaz                |
| 30.     | 25 lipca | Prague Open Praga WTA 250 Twarda               | Marie Bouzková                         | 6:0, 6:3       | Anastasija Potapowa                     | Linda Nosková Wang Qiang            | Nao Hibino Anett Kontaveit Magda Linette Oksana Sielechmietjewa            |
| 30.     | 25 lipca | Prague Open Praga WTA 250 Twarda               | Anastasija Potapowa Jana Sizikowa      | 6:3, 6:4       | Angielina Gabujewa Anastasija Zacharowa | Linda Nosková Wang Qiang            | Nao Hibino Anett Kontaveit Magda Linette Oksana Sielechmietjewa            |
| 30.     | 25 lipca | Poland Open Warszawa WTA 250 Ceglana           | Caroline Garcia                        | 6:4, 6:1       | Ana Bogdan                              | Kateryna Baindl Jasmine Paolini     | Viktorija Golubic Petra Martić Laura Pigossi Iga Świątek                   |
| 30.     | 25 lipca | Poland Open Warszawa WTA 250 Ceglana           | Anna Danilina Anna-Lena Friedsam       | 6:4, 5:7, 10–5 | Katarzyna Kawa Alicja Rosolska          | Kateryna Baindl Jasmine Paolini     | Viktorija Golubic Petra Martić Laura Pigossi Iga Świątek                   |

### Sierpień
| Tydzień | Data        | Turniej                                                       | Zwyciężczynie                         | Wynik             | Finalistki                              | Półfinalistki                        | Ćwierćfinalistki                                              |
| ------- | ----------- | ------------------------------------------------------------- | ------------------------------------- | ----------------- | --------------------------------------- | ------------------------------------ | ------------------------------------------------------------- |
| 31.     | 1 sierpnia  | San Jose Classic San Jose WTA 500 Twarda                      | Darja Kasatkina                       | 6:7(2), 6:1, 6:2  | Shelby Rogers                           | Paula Badosa Wieronika Kudiermietowa | Amanda Anisimova Uns Dżabir Coco Gauff Aryna Sabalenka        |
| 31.     | 1 sierpnia  | San Jose Classic San Jose WTA 500 Twarda                      | Xu Yifan Yang Zhaoxuan                | 7:5, 6:0          | Shūko Aoyama Chan Hao-ching             | Paula Badosa Wieronika Kudiermietowa | Amanda Anisimova Uns Dżabir Coco Gauff Aryna Sabalenka        |
| 31.     | 1 sierpnia  | Washington Open Waszyngton WTA 250 Twarda                     | Ludmiła Samsonowa                     | 4:6, 6:3, 6:3     | Kaia Kanepi                             | Daria Saville Wang Xiyu              | Wiktoryja Azaranka Anna Kalinska Rebecca Marino Emma Raducanu |
| 31.     | 1 sierpnia  | Washington Open Waszyngton WTA 250 Twarda                     | Jessica Pegula Erin Routliffe         | 6:3, 5:7, 12–10   | Anna Kalinska Catherine McNally         | Daria Saville Wang Xiyu              | Wiktoryja Azaranka Anna Kalinska Rebecca Marino Emma Raducanu |
| 32.     | 8 sierpnia  | Canadian Open Toronto WTA 1000 Twarda                         | Simona Halep                          | 6:3, 2:6, 6:3     | Beatriz Haddad Maia                     | Jessica Pegula Karolína Plíšková     | Belinda Bencic Coco Gauff Julija Putincewa Zheng Qinwen       |
| 32.     | 8 sierpnia  | Canadian Open Toronto WTA 1000 Twarda                         | Coco Gauff Jessica Pegula             | 6:4, 6:7(5), 10–5 | Nicole Melichar-Martinez Ellen Perez    | Jessica Pegula Karolína Plíšková     | Belinda Bencic Coco Gauff Julija Putincewa Zheng Qinwen       |
| 33.     | 15 sierpnia | Cincinnati Masters Cincinnati WTA 1000 Twarda                 | Caroline Garcia                       | 6:2, 6:4          | Petra Kvitová                           | Madison Keys Aryna Sabalenka         | Jessica Pegula Jelena Rybakina Ajla Tomljanović Zhang Shuai   |
| 33.     | 15 sierpnia | Cincinnati Masters Cincinnati WTA 1000 Twarda                 | Ludmyła Kiczenok Jeļena Ostapenko     | 7:6(5), 6:3       | Nicole Melichar-Martinez Ellen Perez    | Madison Keys Aryna Sabalenka         | Jessica Pegula Jelena Rybakina Ajla Tomljanović Zhang Shuai   |
| 34.     | 21 sierpnia | Tennis in the Land Cleveland WTA 250 Twarda                   | Ludmiła Samsonowa                     | 6:1, 6:3          | Alaksandra Sasnowicz                    | Alizé Cornet Bernarda Pera           | Madison Brengle Sofia Kenin Magda Linette Zhang Shuai         |
| 34.     | 21 sierpnia | Tennis in the Land Cleveland WTA 250 Twarda                   | Nicole Melichar-Martinez Ellen Perez  | 7:5, 6:3          | Anna Danilina Aleksandra Krunić         | Alizé Cornet Bernarda Pera           | Madison Brengle Sofia Kenin Magda Linette Zhang Shuai         |
| 34.     | 21 sierpnia | Championnats Banque Nationale de Granby Granby WTA 250 Twarda | Darja Kasatkina                       | 6:4, 6:4          | Daria Saville                           | Marta Kostiuk Diane Parry            | Tatjana Maria Rebecca Marino Nuria Párrizas Díaz Wang Xiyu    |
| 34.     | 21 sierpnia | Championnats Banque Nationale de Granby Granby WTA 250 Twarda | Alicia Barnett Olivia Nicholls        | 5:7, 6:3, 10–1    | Harriet Dart Rosalie van der Hoek       | Marta Kostiuk Diane Parry            | Tatjana Maria Rebecca Marino Nuria Párrizas Díaz Wang Xiyu    |
| 35.–36. | 29 sierpnia | US Open Nowy Jork Wielki Szlem Twarda                         | Iga Świątek                           | 6:2, 7:6(5)       | Uns Dżabir                              | Caroline Garcia Aryna Sabalenka      | Coco Gauff Jessica Pegula Karolína Plíšková Ajla Tomljanović  |
| 35.–36. | 29 sierpnia | US Open Nowy Jork Wielki Szlem Twarda                         | Barbora Krejčíková Kateřina Siniaková | 3:6, 7:5, 6:1     | Catherine McNally Taylor Townsend       | Caroline Garcia Aryna Sabalenka      | Coco Gauff Jessica Pegula Karolína Plíšková Ajla Tomljanović  |
| 35.–36. | 29 sierpnia | US Open Nowy Jork Wielki Szlem Twarda                         | Storm Sanders John Peers              | 4:6, 6:4, 10–7    | Kirsten Flipkens Édouard Roger-Vasselin | Caroline Garcia Aryna Sabalenka      | Coco Gauff Jessica Pegula Karolína Plíšková Ajla Tomljanović  |

### Wrzesień
| Tydzień | Data        | Turniej                                    | Zwyciężczynie                        | Wynik               | Finalistki                               | Półfinalistki                       | Ćwierćfinalistki                                                     |
| ------- | ----------- | ------------------------------------------ | ------------------------------------ | ------------------- | ---------------------------------------- | ----------------------------------- | -------------------------------------------------------------------- |
| 37.     | 12 września | Slovenia Open Portorož WTA 250 Twarda      | Kateřina Siniaková                   | 6:7(4), 7:6(5), 6:4 | Jelena Rybakina                          | Ana Bogdan Anna-Lena Friedsam       | Łesia Curenko Beatriz Haddad Maia Jasmine Paolini Diane Parry        |
| 37.     | 12 września | Slovenia Open Portorož WTA 250 Twarda      | Marta Kostiuk Tereza Martincová      | 6:4, 6:0            | Cristina Bucșa Tereza Mihalíková         | Ana Bogdan Anna-Lena Friedsam       | Łesia Curenko Beatriz Haddad Maia Jasmine Paolini Diane Parry        |
| 37.     | 12 września | Chennai Open Ćennaj WTA 250 Twarda         | Linda Fruhvirtová                    | 4:6, 6:3, 6:4       | Magda Linette                            | Nadia Podoroska Katie Swan          | Eugenie Bouchard Warwara Graczowa Nao Hibino Rebecca Marino          |
| 37.     | 12 września | Chennai Open Ćennaj WTA 250 Twarda         | Gabriela Dabrowski Luisa Stefani     | 6:1, 6:2            | Anna Blinkowa Nateła Dzałamidze          | Nadia Podoroska Katie Swan          | Eugenie Bouchard Warwara Graczowa Nao Hibino Rebecca Marino          |
| 38.     | 19 września | Pan Pacific Open Tokio WTA 500 Twarda      | Ludmiła Samsonowa                    | 7:5, 7:5            | Zheng Qinwen                             | Zhang Shuai Wieronika Kudiermietowa | Beatriz Haddad Maia Claire Liu Petra Martić Garbiñe Muguruza         |
| 38.     | 19 września | Pan Pacific Open Tokio WTA 500 Twarda      | Gabriela Dabrowski Giuliana Olmos    | 6:4, 6:4            | Nicole Melichar-Martinez Ellen Perez     | Zhang Shuai Wieronika Kudiermietowa | Beatriz Haddad Maia Claire Liu Petra Martić Garbiñe Muguruza         |
| 38.     | 19 września | Korea Open Seul WTA 250 Twarda             | Jekatierina Aleksandrowa             | 7:6(4), 6:0         | Jeļena Ostapenko                         | Tatjana Maria Emma Raducanu         | Magda Linette Victoria Jiménez Kasintseva Lulu Sun Zhu Lin           |
| 38.     | 19 września | Korea Open Seul WTA 250 Twarda             | Kristina Mladenovic Yanina Wickmayer | 6:3, 6:2            | Asia Muhammad Sabrina Santamaria         | Tatjana Maria Emma Raducanu         | Magda Linette Victoria Jiménez Kasintseva Lulu Sun Zhu Lin           |
| 39.     | 26 września | Parma Ladies Open Parma WTA 250 Ceglana    | Majar Szarif                         | 7:5, 6:3            | Maria Sakari                             | Danka Kovinić Ana Bogdan            | Irina-Camelia Begu Lauren Davis Jasmine Paolini Maryna Zanewśka      |
| 39.     | 26 września | Parma Ladies Open Parma WTA 250 Ceglana    | Anastasia Dețiuc Miriam Kolodziejová | 1:6, 6:3, 10–8      | Arantxa Rus Tamara Zidanšek              | Danka Kovinić Ana Bogdan            | Irina-Camelia Begu Lauren Davis Jasmine Paolini Maryna Zanewśka      |
| 39.     | 26 września | Tallinn Open Tallinn WTA 250 Twarda (hala) | Barbora Krejčíková                   | 6:2, 6:3            | Anett Kontaveit                          | Belinda Bencic Kaia Kanepi          | Ysaline Bonaventure Beatriz Haddad Maia Karolína Muchová Donna Vekić |
| 39.     | 26 września | Tallinn Open Tallinn WTA 250 Twarda (hala) | Ludmyła Kiczenok Nadija Kiczenok     | 7:5, 4:6, 10–7      | Nicole Melichar-Martinez Laura Siegemund | Belinda Bencic Kaia Kanepi          | Ysaline Bonaventure Beatriz Haddad Maia Karolína Muchová Donna Vekić |

### Październik
| Tydzień | Data            | Turniej                                               | Zwyciężczynie                          | Wynik                | Finalistki                            | Półfinalistki                            | Ćwierćfinalistki                                                 |
| ------- | --------------- | ----------------------------------------------------- | -------------------------------------- | -------------------- | ------------------------------------- | ---------------------------------------- | ---------------------------------------------------------------- |
| 40.     | 3 października  | Ostrava Open Ostrawa WTA 500 Twarda (hala)            | Barbora Krejčíková                     | 5:7, 7:6(4), 6:3     | Iga Świątek                           | Jekatierina Aleksandrowa Jelena Rybakina | Petra Kvitová Tereza Martincová Catherine McNally Alycia Parks   |
| 40.     | 3 października  | Ostrava Open Ostrawa WTA 500 Twarda (hala)            | Catherine McNally Alycia Parks         | 6:3, 6:2             | Alicja Rosolska Erin Routliffe        | Jekatierina Aleksandrowa Jelena Rybakina | Petra Kvitová Tereza Martincová Catherine McNally Alycia Parks   |
| 40.     | 3 października  | Jasmin Open Monastyr WTA 250 Twarda                   | Elise Mertens                          | 6:2, 6:0             | Alizé Cornet                          | Wieronika Kudiermietowa Claire Liu       | Uns Dżabir Diane Parry Moyuka Uchijima Tamara Zidanšek           |
| 40.     | 3 października  | Jasmin Open Monastyr WTA 250 Twarda                   | Kristina Mladenovic Kateřina Siniaková | 6:2, 6:0             | Miyu Katō Angela Kulikov              | Wieronika Kudiermietowa Claire Liu       | Uns Dżabir Diane Parry Moyuka Uchijima Tamara Zidanšek           |
| 41.     | 10 października | San Diego Open San Diego WTA 500 Twarda               | Iga Świątek                            | 6:3, 3:6, 6:0        | Donna Vekić                           | Danielle Collins Jessica Pegula          | Paula Badosa Coco Gauff Madison Keys Aryna Sabalenka             |
| 41.     | 10 października | San Diego Open San Diego WTA 500 Twarda               | Coco Gauff Jessica Pegula              | 1:6, 7:5, 10–4       | Gabriela Dabrowski Giuliana Olmos     | Danielle Collins Jessica Pegula          | Paula Badosa Coco Gauff Madison Keys Aryna Sabalenka             |
| 41.     | 10 października | Transylvania Open Kluż-Napoka WTA 250 Twarda (hala)   | Anna Blinkowa                          | 6:2, 3:6, 6:2        | Jasmine Paolini                       | Anastasija Potapowa Wang Xiyu            | Anna Bondár Anhelina Kalinina Jule Niemeier Nuria Párrizas Díaz  |
| 41.     | 10 października | Transylvania Open Kluż-Napoka WTA 250 Twarda (hala)   | Kirsten Flipkens Laura Siegemund       | 6:3, 7:5             | Kamilla Rachimowa Jana Sizikowa       | Anastasija Potapowa Wang Xiyu            | Anna Bondár Anhelina Kalinina Jule Niemeier Nuria Párrizas Díaz  |
| 42.     | 17 października | Guadalajara Open Guadalajara WTA 1000 Twarda          | Jessica Pegula                         | 6:2, 6:3             | Maria Sakari                          | Wiktoryja Azaranka Marie Bouzková        | Coco Gauff Anna Kalinska Wieronika Kudiermietowa Sloane Stephens |
| 42.     | 17 października | Guadalajara Open Guadalajara WTA 1000 Twarda          | Storm Sanders Luisa Stefani            | 7:6(4), 6:7(2), 10–8 | Anna Danilina Beatriz Haddad Maia     | Wiktoryja Azaranka Marie Bouzková        | Coco Gauff Anna Kalinska Wieronika Kudiermietowa Sloane Stephens |
| Tydzień | Data            | Turniej                                               | Zwyciężczynie                          | Wynik                | Finalistki                            | Półfinalistki                            | Faza grupowa                                                     |
| 44.     | 31 października | WTA Finals Fort Worth WTA Championships Twarda (hala) | Caroline Garcia                        | 7:6(4), 6:4          | Aryna Sabalenka                       | Maria Sakari Iga Świątek                 | Uns Dżabir Coco Gauff Darja Kasatkina Jessica Pegula             |
| 44.     | 31 października | WTA Finals Fort Worth WTA Championships Twarda (hala) | Wieronika Kudiermietowa Elise Mertens  | 6:2, 4:6, 11–9       | Barbora Krejčíková Kateřina Siniaková | Maria Sakari Iga Świątek                 | Uns Dżabir Coco Gauff Darja Kasatkina Jessica Pegula             |

### Listopad
| Tydzień | Data        | Turniej                                       | Zwyciężczynie | Wynik | Finalistki | Półfinalistki            | Ćwierćfinalistki |
| ------- | ----------- | --------------------------------------------- | ------------- | ----- | ---------- | ------------------------ | ---------------- |
| 45.     | 7 listopada | Puchar Billie Jean King Glasgow Twarda (hala) | Szwajcaria    | 2–0   | Australia  | Czechy · Wielka Brytania |                  |

### Turnieje odwołane lub przeniesione
| Tydzień | Data            | Turniej                                        | Status     |
| ------- | --------------- | ---------------------------------------------- | ---------- |
| 1.      | 3 stycznia      | Brisbane International Brisbane WTA 500 Twarda | Anulowany  |
| 1.      | 3 stycznia      | Shenzhen Open Shenzhen WTA 250 Twarda          | Anulowany  |
| 1.      | 3 stycznia      | Auckland Open Auckland WTA 250 Twarda          | Anulowany  |
| 2.      | 10 stycznia     | Hobart International Hobart WTA 250 Twarda     | Anulowany  |
| 37.     | 12 września     | Japan Women’s Open Tennis Osaka WTA 250 Twarda | Anulowany  |
| 42.     | 17 października | Kremlin Cup Moskwa WTA 500 Twarda (hala)       | Zawieszony |

## Wielki Szlem
| Turniej         | Gra pojedyncza  | Gra podwójna                          | Gra mieszana                   |
| Australian Open | Ashleigh Barty  | Barbora Krejčíková Kateřina Siniaková | Kristina Mladenovic Ivan Dodig |
| French Open     | Iga Świątek     | Caroline Garcia Kristina Mladenovic   | Ena Shibahara Wesley Koolhof   |
| Wimbledon       | Jelena Rybakina | Barbora Krejčíková Kateřina Siniaková | Desirae Krawczyk Neal Skupski  |
| US Open         | Iga Świątek     | Barbora Krejčíková Kateřina Siniaková | Storm Sanders John Peers       |

## Wygrane turnieje

### Klasyfikacja tenisistek
stan na 8 listopada 2022
| Wygrane | Zawodniczka               | Wielki Szlem | Wielki Szlem | Wielki Szlem | WTA Finals | WTA Finals | WTA 1000 (obowiązkowe) | WTA 1000 (obowiązkowe) | WTA 1000 (nieobowiązkowe) | WTA 1000 (nieobowiązkowe) | WTA 500 | WTA 500 | WTA 250 | WTA 250 | Łącznie | Łącznie | Łącznie |
| Wygrane | Zawodniczka               | S            | D            | M            | S          | D          | S                      | D                      | S                         | D                         | S       | D       | S       | D       | S       | D       | M       |
| ------- | ------------------------- | ------------ | ------------ | ------------ | ---------- | ---------- | ---------------------- | ---------------------- | ------------------------- | ------------------------- | ------- | ------- | ------- | ------- | ------- | ------- | ------- |
| 8       | Iga Świątek               | 2            |              |              |            |            | 2                      |                        | 2                         |                           | 2       |         |         |         | 8       | 0       | 0       |
| 7       | Kateřina Siniaková        |              | 3            |              |            |            |                        |                        |                           |                           |         | 2       | 1       | 1       | 1       | 6       | 0       |
| 6       | Jessica Pegula            |              |              |              |            |            |                        |                        | 1                         | 2                         |         | 1       |         | 2       | 1       | 5       | 0       |
| 5       | Barbora Krejčíková        |              | 3            |              |            |            |                        |                        |                           |                           | 1       |         | 1       |         | 2       | 3       | 0       |
| 5       | Kristina Mladenovic       |              | 1            | 1            |            |            |                        |                        |                           |                           |         | 1       |         | 2       | 0       | 4       | 1       |
| 5       | Caroline Garcia           |              | 1            |              | 1          |            |                        |                        | 1                         |                           |         |         | 2       |         | 4       | 1       | 0       |
| 4       | Storm Sanders             |              |              | 1            |            |            |                        |                        |                           | 1                         |         | 2       |         |         | 0       | 3       | 1       |
| 4       | Beatriz Haddad Maia       |              |              |              |            |            |                        |                        |                           |                           |         | 1       | 2       | 1       | 2       | 2       | 0       |
| 3       | Ashleigh Barty            | 1            |              |              |            |            |                        |                        |                           |                           | 1       | 1       |         |         | 2       | 1       | 0       |
| 3       | / Wieronika Kudiermietowa |              |              |              |            | 1          |                        |                        |                           | 1                         |         | 1       |         |         | 0       | 3       | 0       |
| 3       | Elise Mertens             |              |              |              |            | 1          |                        |                        |                           |                           |         | 1       | 1       |         | 1       | 2       | 0       |
| 3       | Gabriela Dabrowski        |              |              |              |            |            |                        | 1                      |                           |                           |         | 1       |         | 1       | 0       | 3       | 0       |
| 3       | Laura Siegemund           |              |              |              |            |            |                        | 1                      |                           |                           |         |         |         | 2       | 0       | 3       | 0       |
| 3       | Coco Gauff                |              |              |              |            |            |                        |                        |                           | 2                         |         | 1       |         |         | 0       | 3       | 0       |
| 3       | Jeļena Ostapenko          |              |              |              |            |            |                        |                        |                           | 1                         | 1       |         |         | 1       | 1       | 2       | 0       |
| 3       | Ludmyła Kiczenok          |              |              |              |            |            |                        |                        |                           | 1                         |         |         |         | 2       | 0       | 3       | 0       |
| 3       | Ludmiła Samsonowa         |              |              |              |            |            |                        |                        |                           |                           | 1       |         | 2       |         | 3       | 0       | 0       |
| 3       | Bernarda Pera             |              |              |              |            |            |                        |                        |                           |                           |         |         | 2       | 1       | 2       | 1       | 0       |
| 3       | Eri Hozumi                |              |              |              |            |            |                        |                        |                           |                           |         |         |         | 3       | 0       | 3       | 0       |
| 3       | Makoto Ninomiya           |              |              |              |            |            |                        |                        |                           |                           |         |         |         | 3       | 0       | 3       | 0       |
| 2       | Desirae Krawczyk          |              |              | 1            |            |            |                        |                        |                           |                           |         | 1       |         |         | 0       | 1       | 1       |
| 2       | Uns Dżabir                |              |              |              |            |            | 1                      |                        |                           |                           | 1       |         |         |         | 2       | 0       | 0       |
| 2       | Giuliana Olmos            |              |              |              |            |            |                        | 1                      |                           |                           |         | 1       |         |         | 0       | 2       | 0       |
| 2       | Xu Yifan                  |              |              |              |            |            |                        | 1                      |                           |                           |         | 1       |         |         | 0       | 2       | 0       |
| 2       | Yang Zhaoxuan             |              |              |              |            |            |                        | 1                      |                           |                           |         | 1       |         |         | 0       | 2       | 0       |
| 2       | Wiera Zwonariowa          |              |              |              |            |            |                        | 1                      |                           |                           |         |         |         | 1       | 0       | 2       | 0       |
| 2       | Simona Halep              |              |              |              |            |            |                        |                        | 1                         |                           |         |         | 1       |         | 2       | 0       | 0       |
| 2       | Luisa Stefani             |              |              |              |            |            |                        |                        |                           | 1                         |         |         |         | 1       | 0       | 2       | 0       |
| 2       | Magda Linette             |              |              |              |            |            |                        |                        |                           |                           |         | 2       |         |         | 0       | 2       | 0       |
| 2       | Catherine McNally         |              |              |              |            |            |                        |                        |                           |                           |         | 2       |         |         | 0       | 2       | 0       |
| 2       | Anna Danilina             |              |              |              |            |            |                        |                        |                           |                           |         | 1       |         | 1       | 0       | 2       | 0       |
| 2       | Darja Kasatkina           |              |              |              |            |            |                        |                        |                           |                           | 1       |         | 1       |         | 2       | 0       | 0       |
| 2       | Jekatierina Aleksandrowa  |              |              |              |            |            |                        |                        |                           |                           |         |         | 2       |         | 2       | 0       | 0       |
| 2       | Marie Bouzková            |              |              |              |            |            |                        |                        |                           |                           |         |         | 1       | 1       | 1       | 1       | 0       |
| 2       | Anastasija Potapowa       |              |              |              |            |            |                        |                        |                           |                           |         |         | 1       | 1       | 1       | 1       | 0       |
| 2       | Zhang Shuai               |              |              |              |            |            |                        |                        |                           |                           |         |         | 1       | 1       | 1       | 1       | 0       |
| 2       | Nicole Melichar-Martinez  |              |              |              |            |            |                        |                        |                           |                           |         |         |         | 2       | 0       | 2       | 0       |
| 2       | Ellen Perez               |              |              |              |            |            |                        |                        |                           |                           |         |         |         | 2       | 0       | 2       | 0       |
| 1       | Jelena Rybakina           | 1            |              |              |            |            |                        |                        |                           |                           |         |         |         |         | 1       | 0       | 0       |
| 1       | Ena Shibahara             |              |              | 1            |            |            |                        |                        |                           |                           |         |         |         |         | 0       | 0       | 1       |
| 1       | Anastasija Pawluczenkowa  |              |              |              |            |            |                        |                        |                           | 1                         |         |         |         |         | 0       | 1       | 0       |
| 1       | Paula Badosa              |              |              |              |            |            |                        |                        |                           |                           | 1       |         |         |         | 1       | 0       | 0       |
| 1       | Belinda Bencic            |              |              |              |            |            |                        |                        |                           |                           | 1       |         |         |         | 1       | 0       | 0       |
| 1       | Anett Kontaveit           |              |              |              |            |            |                        |                        |                           |                           | 1       |         |         |         | 1       | 0       | 0       |
| 1       | Petra Kvitová             |              |              |              |            |            |                        |                        |                           |                           | 1       |         |         |         | 1       | 0       | 0       |
| 1       | Anna Kalinska             |              |              |              |            |            |                        |                        |                           |                           |         | 1       |         |         | 0       | 1       | 0       |
| 1       | Andreja Klepač            |              |              |              |            |            |                        |                        |                           |                           |         | 1       |         |         | 0       | 1       | 0       |
| 1       | Aleksandra Krunić         |              |              |              |            |            |                        |                        |                           |                           |         | 1       |         |         | 0       | 1       | 0       |
| 1       | Demi Schuurs              |              |              |              |            |            |                        |                        |                           |                           |         | 1       |         |         | 0       | 1       | 0       |
| 1       | Alycia Parks              |              |              |              |            |            |                        |                        |                           |                           |         | 1       |         |         | 0       | 1       | 0       |
| 1       | Amanda Anisimova          |              |              |              |            |            |                        |                        |                           |                           |         |         | 1       |         | 1       | 0       | 0       |
| 1       | Irina-Camelia Begu        |              |              |              |            |            |                        |                        |                           |                           |         |         | 1       |         | 1       | 0       | 0       |
| 1       | Anna Blinkowa             |              |              |              |            |            |                        |                        |                           |                           |         |         | 1       |         | 1       | 0       | 0       |
| 1       | Leylah Fernandez          |              |              |              |            |            |                        |                        |                           |                           |         |         | 1       |         | 1       | 0       | 0       |
| 1       | Linda Fruhvirtová         |              |              |              |            |            |                        |                        |                           |                           |         |         | 1       |         | 1       | 0       | 0       |
| 1       | Angelique Kerber          |              |              |              |            |            |                        |                        |                           |                           |         |         | 1       |         | 1       | 0       | 0       |
| 1       | Madison Keys              |              |              |              |            |            |                        |                        |                           |                           |         |         | 1       |         | 1       | 0       | 0       |
| 1       | Tatjana Maria             |              |              |              |            |            |                        |                        |                           |                           |         |         | 1       |         | 1       | 0       | 0       |
| 1       | Petra Martić              |              |              |              |            |            |                        |                        |                           |                           |         |         | 1       |         | 1       | 0       | 0       |
| 1       | Sloane Stephens           |              |              |              |            |            |                        |                        |                           |                           |         |         | 1       |         | 1       | 0       | 0       |
| 1       | Majar Szarif              |              |              |              |            |            |                        |                        |                           |                           |         |         | 1       |         | 1       | 0       | 0       |
| 1       | Martina Trevisan          |              |              |              |            |            |                        |                        |                           |                           |         |         | 1       |         | 1       | 0       | 0       |
| 1       | Alicia Barnett            |              |              |              |            |            |                        |                        |                           |                           |         |         |         | 1       | 0       | 1       | 0       |
| 1       | Anna Bondár               |              |              |              |            |            |                        |                        |                           |                           |         |         |         | 1       | 0       | 1       | 0       |
| 1       | Sophie Chang              |              |              |              |            |            |                        |                        |                           |                           |         |         |         | 1       | 0       | 1       | 0       |
| 1       | Kaitlyn Christian         |              |              |              |            |            |                        |                        |                           |                           |         |         |         | 1       | 0       | 1       | 0       |
| 1       | Olga Danilović            |              |              |              |            |            |                        |                        |                           |                           |         |         |         | 1       | 0       | 1       | 0       |
| 1       | Anastasia Dețiuc          |              |              |              |            |            |                        |                        |                           |                           |         |         |         | 1       | 0       | 1       | 0       |
| 1       | Kirsten Flipkens          |              |              |              |            |            |                        |                        |                           |                           |         |         |         | 1       | 0       | 1       | 0       |
| 1       | Anna-Lena Friedsam        |              |              |              |            |            |                        |                        |                           |                           |         |         |         | 1       | 0       | 1       | 0       |
| 1       | Ekaterine Gorgodze        |              |              |              |            |            |                        |                        |                           |                           |         |         |         | 1       | 0       | 1       | 0       |
| 1       | Catherine Harrison        |              |              |              |            |            |                        |                        |                           |                           |         |         |         | 1       | 0       | 1       | 0       |
| 1       | Oksana Kalasznikowa       |              |              |              |            |            |                        |                        |                           |                           |         |         |         | 1       | 0       | 1       | 0       |
| 1       | Nadija Kiczenok           |              |              |              |            |            |                        |                        |                           |                           |         |         |         | 1       | 0       | 1       | 0       |
| 1       | Miriam Kolodziejová       |              |              |              |            |            |                        |                        |                           |                           |         |         |         | 1       | 0       | 1       | 0       |
| 1       | Marta Kostiuk             |              |              |              |            |            |                        |                        |                           |                           |         |         |         | 1       | 0       | 1       | 0       |
| 1       | Angela Kulikov            |              |              |              |            |            |                        |                        |                           |                           |         |         |         | 1       | 0       | 1       | 0       |
| 1       | Lidzija Marozawa          |              |              |              |            |            |                        |                        |                           |                           |         |         |         | 1       | 0       | 1       | 0       |
| 1       | Tereza Martincová         |              |              |              |            |            |                        |                        |                           |                           |         |         |         | 1       | 0       | 1       | 0       |
| 1       | Asia Muhammad             |              |              |              |            |            |                        |                        |                           |                           |         |         |         | 1       | 0       | 1       | 0       |
| 1       | Olivia Nicholls           |              |              |              |            |            |                        |                        |                           |                           |         |         |         | 1       | 0       | 1       | 0       |
| 1       | Erin Routliffe            |              |              |              |            |            |                        |                        |                           |                           |         |         |         | 1       | 0       | 1       | 0       |
| 1       | Sabrina Santamaria        |              |              |              |            |            |                        |                        |                           |                           |         |         |         | 1       | 0       | 1       | 0       |
| 1       | Daria Saville             |              |              |              |            |            |                        |                        |                           |                           |         |         |         | 1       | 0       | 1       | 0       |
| 1       | Astra Sharma              |              |              |              |            |            |                        |                        |                           |                           |         |         |         | 1       | 0       | 1       | 0       |
| 1       | Jana Sizikowa             |              |              |              |            |            |                        |                        |                           |                           |         |         |         | 1       | 0       | 1       | 0       |
| 1       | Sara Sorribes Tormo       |              |              |              |            |            |                        |                        |                           |                           |         |         |         | 1       | 0       | 1       | 0       |
| 1       | Aldila Sutjiadi           |              |              |              |            |            |                        |                        |                           |                           |         |         |         | 1       | 0       | 1       | 0       |
| 1       | Yanina Wickmayer          |              |              |              |            |            |                        |                        |                           |                           |         |         |         | 1       | 0       | 1       | 0       |
| 1       | Tamara Zidanšek           |              |              |              |            |            |                        |                        |                           |                           |         |         |         | 1       | 0       | 1       | 0       |
| 1       | Kimberley Zimmermann      |              |              |              |            |            |                        |                        |                           |                           |         |         |         | 1       | 0       | 1       | 0       |

### Klasyfikacja państw
| Wygrane | Państwo           | Wielki Szlem | Wielki Szlem | Wielki Szlem | WTA Finals | WTA Finals | WTA 1000 (obowiązkowe) | WTA 1000 (obowiązkowe) | WTA 1000 (nieobowiązkowe) | WTA 1000 (nieobowiązkowe) | WTA 500 | WTA 500 | WTA 250 | WTA 250 | Łącznie | Łącznie | Łącznie |
| Wygrane | Państwo           | S            | D            | M            | S          | D          | S                      | D                      | S                         | D                         | S       | D       | S       | D       | S       | D       | M       |
| ------- | ----------------- | ------------ | ------------ | ------------ | ---------- | ---------- | ---------------------- | ---------------------- | ------------------------- | ------------------------- | ------- | ------- | ------- | ------- | ------- | ------- | ------- |
| 28      | Stany Zjednoczone |              |              | 1            |            |            |                        |                        | 1                         | 4                         |         | 6       | 5       | 11      | 7       | 20      | 1       |
| 19      | Czechy            |              | 6            |              |            |            |                        |                        |                           |                           | 2       | 2       | 4       | 5       | 6       | 13      | 0       |
| 11      | Australia         | 1            |              | 1            |            |            |                        |                        |                           | 1                         | 1       | 3       |         | 4       | 2       | 8       | 1       |
| 10      | Polska            | 2            |              |              |            |            | 2                      |                        | 2                         |                           | 2       | 2       |         |         | 8       | 2       | 0       |
| 9       | Francja           |              | 2            | 1            |            |            |                        |                        | 1                         |                           |         | 1       | 2       | 2       | 3       | 4       | 1       |
| 7       | Japonia           |              |              | 1            |            |            |                        |                        |                           |                           |         |         |         | 6       | 0       | 6       | 1       |
| 6       | Chiny             |              |              |              |            |            |                        | 2                      |                           |                           |         | 2       | 1       | 1       | 1       | 5       | 0       |
| 6       | Niemcy            |              |              |              |            |            |                        | 1                      |                           |                           |         |         | 2       | 3       | 2       | 4       | 0       |
| 6       | Brazylia          |              |              |              |            |            |                        |                        |                           | 1                         |         | 1       | 2       | 2       | 2       | 4       | 0       |
| 5       | Ukraina           |              |              |              |            |            |                        |                        |                           | 1                         |         |         |         | 4       | 0       | 5       | 0       |
| 5       | Belgia            |              |              |              |            |            |                        |                        |                           |                           | 1       | 1       |         | 3       | 1       | 4       | 0       |
| 4       | Kanada            |              |              |              |            |            |                        | 1                      |                           |                           |         | 1       | 1       | 1       | 1       | 3       | 0       |
| 3       | Kazachstan        | 1            |              |              |            |            |                        |                        |                           |                           |         | 1       |         | 1       | 1       | 2       | 0       |
| 3       | Rumunia           |              |              |              |            |            |                        |                        | 1                         |                           |         |         | 2       |         | 3       | 0       | 0       |
| 3       | Łotwa             |              |              |              |            |            |                        |                        |                           | 1                         | 1       |         |         | 1       | 1       | 2       | 0       |
| 2       | Tunezja           |              |              |              |            |            | 1                      |                        |                           |                           | 1       |         |         |         | 2       | 0       | 0       |
| 2       | Meksyk            |              |              |              |            |            |                        | 1                      |                           |                           |         | 1       |         |         | 0       | 2       | 0       |
| 2       | Hiszpania         |              |              |              |            |            |                        |                        |                           |                           | 1       |         |         | 1       | 1       | 1       | 0       |
| 2       | Rosja             |              |              |              |            |            |                        |                        |                           |                           |         | 2       |         |         | 0       | 2       | 0       |
| 2       | Serbia            |              |              |              |            |            |                        |                        |                           |                           |         | 1       |         | 1       | 0       | 2       | 0       |
| 2       | Słowenia          |              |              |              |            |            |                        |                        |                           |                           |         | 1       |         | 1       | 0       | 2       | 0       |
| 2       | Gruzja            |              |              |              |            |            |                        |                        |                           |                           |         |         |         | 2       | 0       | 2       | 0       |
| 2       | Wielka Brytania   |              |              |              |            |            |                        |                        |                           |                           |         |         |         | 2       | 0       | 2       | 0       |
| 1       | Estonia           |              |              |              |            |            |                        |                        |                           |                           | 1       |         |         |         | 1       | 0       | 0       |
| 1       | Szwajcaria        |              |              |              |            |            |                        |                        |                           |                           | 1       |         |         |         | 1       | 0       | 0       |
| 1       | Holandia          |              |              |              |            |            |                        |                        |                           |                           |         | 1       |         |         | 0       | 1       | 0       |
| 1       | Chorwacja         |              |              |              |            |            |                        |                        |                           |                           |         |         | 1       |         | 1       | 0       | 0       |
| 1       | Egipt             |              |              |              |            |            |                        |                        |                           |                           |         |         | 1       |         | 1       | 0       | 0       |
| 1       | Włochy            |              |              |              |            |            |                        |                        |                           |                           |         |         | 1       |         | 1       | 0       | 0       |
| 1       | Białoruś          |              |              |              |            |            |                        |                        |                           |                           |         |         |         | 1       | 0       | 1       | 0       |
| 1       | Indonezja         |              |              |              |            |            |                        |                        |                           |                           |         |         |         | 1       | 0       | 1       | 0       |
| 1       | Nowa Zelandia     |              |              |              |            |            |                        |                        |                           |                           |         |         |         | 1       | 0       | 1       | 0       |
| 1       | Węgry             |              |              |              |            |            |                        |                        |                           |                           |         |         |         | 1       | 0       | 1       | 0       |

## Obronione tytuły
Gra pojedyncza
- Leylah Fernandez – Monterrey
- Iga Świątek – Rzym

Gra podwójna
- Kimberley Zimmermann – Palermo
- Anna Danilina – Warszawa

Gra mieszana
- Desirae Krawczyk – Wimbledon

## Ranking końcoworoczny
| Pozycja | Tenisistka               | Punkty | Turnieje | Ranking 2021 | Zmiana |
| ------- | ------------------------ | ------ | -------- | ------------ | ------ |
| 1.      | Iga Świątek              | 11 085 | 17       | 9.           | 8      |
| 2.      | Uns Dżabir               | 5055   | 18       | 10.          | 8      |
| 3.      | Jessica Pegula           | 4691   | 18       | 18.          | 15     |
| 4.      | Caroline Garcia          | 4375   | 23       | 74.          | 70     |
| 5.      | Aryna Sabalenka          | 3925   | 21       | 2.           | 3      |
| 6.      | Maria Sakari             | 3871   | 22       | 6.           |        |
| 7.      | Coco Gauff               | 3646   | 19       | 22.          | 15     |
| 8.      | Darja Kasatkina          | 3435   | 23       | 70.          | 18     |
| 9.      | Wieronika Kudiermietowa  | 2795   | 20       | 31.          | 22     |
| 10.     | Simona Halep             | 2661   | 15       | 20.          | 10     |
| 11.     | Madison Keys             | 2417   | 20       | 56.          | 45     |
| 12.     | Belinda Bencic           | 2365   | 19       | 23.          | 11     |
| 13.     | Paula Badosa             | 2363   | 21       | 8.           | 5      |
| 14.     | Danielle Collins         | 2292   | 14       | 29.          | 15     |
| 15.     | Beatriz Haddad Maia      | 2215   | 27       | 82.          | 67     |
| 16.     | Petra Kvitová            | 2097   | 19       | 17.          | 1      |
| 17.     | Anett Kontaveit          | 2093   | 16       | 7.           | 10     |
| 18.     | Jeļena Ostapenko         | 1986   | 19       | 28.          | 10     |
| 19.     | Jekatierina Aleksandrowa | 1910   | 20       | 33.          | 14     |
| 20.     | Ludmiła Samsonowa        | 1910   | 20       | 39.          | 19     |

| Pozycja | Tenisistka               | Punkty | Turnieje | Ranking 2021 | Zmiana |
| ------- | ------------------------ | ------ | -------- | ------------ | ------ |
| 1.      | Kateřina Siniaková       | 6890   | 12       | 1.           |        |
| 2.      | Wieronika Kudiermietowa  | 6035   | 15       | 14.          | 13     |
| 3.      | Barbora Krejčíková       | 5937   | 10       | 2.           | 1      |
| 4.      | Coco Gauff               | 5360   | 15       | 21.          | 17     |
| 5.      | Elise Mertens            | 5310   | 16       | 4.           | 1      |
| 6.      | Jessica Pegula           | 5160   | 16       | 50.          | 44     |
| 7.      | Gabriela Dabrowski       | 4740   | 21       | 7.           |        |
| 8.      | Giuliana Olmos           | 4650   | 23       | 18.          | 10     |
| 9.      | Ludmyła Kiczenok         | 4300   | 22       | 38.          | 29     |
| 10.     | Storm Sanders            | 4265   | 15       | 30.          | 20     |
| 11.     | Anna Danilina            | 4220   | 33       | 83.          | 72     |
| 12.     | Yang Zhaoxuan            | 4180   | 21       | 48.          | 36     |
| 13.     | Beatriz Haddad Maia      | 4150   | 20       | 481.         | 468    |
| 14.     | Jeļena Ostapenko         | 4020   | 17       | 23.          | 9      |
| 15.     | Xu Yifan                 | 3975   | 21       | 37.          | 22     |
| 16.     | Desirae Krawczyk         | 3805   | 24       | 17.          | 1      |
| 17.     | Demi Schuurs             | 3685   | 19       | 11.          | 6      |
| 18.     | Kristina Mladenovic      | 3650   | 11       | 24.          | 6      |
| 19.     | Nicole Melichar-Martinez | 3645   | 19       | 12.          | 7      |
| 20.     | Ellen Perez              | 3460   | 20       | 42.          | 22     |